# Lycenchelys camchatica
Lycenchelys camchatica és una espècie de peix de la família dels zoàrcids i de l'ordre dels perciformes.

## Morfologia
- Els mascles poden assolir 14,5 cm de longitud total.[4][5]

## Hàbitat
És un peix marí i d'aigües profundes que viu entre 200-2.100 m de fondària.

## Distribució geogràfica
Es troba al Pacífic nord: des del Mar de Bering fins a Califòrnia.

## Observacions
És inofensiu per als humans.